# Larry Wright
Pour les articles homonymes, voir Wright.
Larry Dale Wright (né le 8 octobre 1951 à Regina, dans la province de la Saskatchewan au Canada) est un joueur professionnel canadien de hockey sur glace.

## Carrière
Choix de premier tour des Flyers de Philadelphie en 1971, il joua ses premières parties chez les professionnels dès la saison qui suivit le repêchage. Entre 1971 et 1976, n'arrivant pas à s'établir dans la Ligue nationale de hockey, il joua majoritairement dans les ligues mineures.
En 1976-1977, il alla jouer une saison de l'autre côté de l'Océan Atlantique avec le Düsseldorf EG en République fédérale d'Allemagne. La saison suivante, il joua sa seule saison complète dans la LNH avec les Red Wings de Détroit. Il termina sa carrière en 1979.

## Statistiques
| Saison     | Équipe                          | Ligue          |     | Saison régulière | Saison régulière | Saison régulière | Saison régulière | Saison régulière |   | Séries éliminatoires | Séries éliminatoires | Séries éliminatoires | Séries éliminatoires | Séries éliminatoires |
| Saison     | Équipe                          | Ligue          | PJ  | B                | A                | Pts              | Pun              | PJ               | B | A                    | Pts                  | Pun                  |                      |                      |
| 1967-1968  | Pats de Regina                  | WCJHL          | 60  | 20               | 47               | 67               | 10               | 4                | 1 | 0                    | 1                    | 0                    |                      |                      |
| 1968-1969  | Blues de Regina                 | SJHL           |     |                  |                  |                  |                  |                  |   |                      |                      |                      |                      |                      |
| 1969       | Pats de Regina                  | Coupe Memorial | -   | -                | -                | -                | -                | 11               | 7 | 10                   | 17                   | 5                    |                      |                      |
| 1969-1970  | Bulldogs de Minnesota-Duluth    | NCAA           | 24  | 11               | 11               | 22               | 8                | -                | - | -                    | -                    | -                    |                      |                      |
| 1970-1971  | Pats de Regina                  | WCJHL          | 59  | 20               | 60               | 84               | 43               | 6                | 1 | 3                    | 4                    | 7                    |                      |                      |
| 1971-1972  | Robins de Richmond              | LAH            | 44  | 10               | 12               | 22               | 10               | -                | - | -                    | -                    | -                    |                      |                      |
| 1971-1972  | Flyers de Philadelphie          | LNH            | 27  | 0                | 1                | 1                | 2                | -                | - | -                    | -                    | -                    |                      |                      |
| 1972-1973  | Robins de Richmond              | LAH            | 61  | 26               | 25               | 51               | 29               | 4                | 1 | 3                    | 4                    | 2                    |                      |                      |
| 1972-1973  | Flyers de Philadelphie          | LNH            | 9   | 0                | 1                | 1                | 4                | -                | - | -                    | -                    | -                    |                      |                      |
| 1973-1974  | Robins de Richmond              | LAH            | 52  | 18               | 25               | 43               | 23               | -                | - | -                    | -                    | -                    |                      |                      |
| 1974-1975  | Golden Eagles de Salt Lake City | LCH            | 14  | 0                | 3                | 3                | 9                | 11               | 1 | 4                    | 5                    | 2                    |                      |                      |
| 1974-1975  | Golden Seals de la Californie   | LNH            | 2   | 0                | 0                | 0                | 0                | -                | - | -                    | -                    | -                    |                      |                      |
| 1975-1976  | Robins de Richmond              | LAH            | 72  | 28               | 35               | 63               | 38               | 6                | 2 | 3                    | 5                    | 0                    |                      |                      |
| 1975-1976  | Flyers de Philadelphie          | LNH            | 2   | 1                | 0                | 1                | 0                | -                | - | -                    | -                    | -                    |                      |                      |
| 1976-1977  | Düsseldorf EG                   | Bundesliga     | 43  | 30               | 36               | 66               | -                | -                | - | -                    | -                    | -                    |                      |                      |
| 1977-1978  | Red Wings de Détroit            | LNH            | 66  | 3                | 6                | 9                | 13               | -                | - | -                    | -                    | -                    |                      |                      |
| 1978-1979  | Red Wings de Kansas City        | LCH            | 51  | 6                | 24               | 30               | 17               | 1                | 0 | 1                    | 1                    | 7                    |                      |                      |
| Totaux LNH | Totaux LNH                      | Totaux LNH     | 106 | 4                | 8                | 12               | 19               | -                | - | -                    | -                    | -                    |                      |                      |